# Centro spaziale guyanese

Pianta del centro

Il Centro spaziale guyanese (in francese: Centre spatial guyanais), sito a Kourou nella Guyana francese, è la sede del principale centro di lancio europeo di missili spaziali, usato per i razzi Ariane e Vega dell'ESA e il lanciatore Sojuz di fabbricazione russa.
La località di Kourou fu scelta per la sua vicinanza con l'equatore - circa 500 km a nord - che facilita i trasporti spaziali (la forma geoidàle della Terra rende l'equatore la linea di crosta più lontana dal centro della terra) e permette di sfruttare al meglio l'energia di rotazione planetaria che imprime una velocità aggiuntiva al lancio di circa 460 m/s.

## Storia
Il centro venne realizzato nel 1964 da parte della Francia e, dopo il primo lancio di un razzo Diamant del Centre national d'études spatiales (l'Agenzia spaziale francese), nel 1970, l'Europa decise di utilizzare questa base.
Nel 1975, sfruttando le installazioni europee già esistenti nel Centro Spaziale Guyanese, l'ESA costruì il complesso di lancio ELA-1 (Ensemble de Lancement Ariane) per il suo vettore Ariane 1, cui fecero presto seguito Ariane 2 e Ariane 3. Per Ariane 4, e con lo scopo di accelerare la frequenza dei lanci, l'ESA realizzò poi l'ELA-2 che permette di iniziare ad assemblare un vettore ancora prima che il precedente sia stato lanciato.
L'adozione del programma Ariane 5 ha successivamente comportato la costruzione di un terzo complesso di lancio, l'ELA-3. Di concezione assai diversa dai precedenti, questo nuovo complesso può essere utilizzato in maniera più semplice e più flessibile garantendo le massime condizioni di sicurezza. Le installazioni dell'ELA-3 si estendono su una superficie di 21 km². Dal 1993 servono anche per le prove di qualificazione degli elementi del vettore Ariane 5 e sono poi diventate pienamente operative per i primi lanci dell'ultimo nato.
Il «porto spaziale dell'Europa» copre una superficie di 96 000 ettari e conta un organico di 1 300 persone.

## Infrastrutture
Le infrastrutture a disposizione del centro sono molte: edifici per la preparazione al lancio per i satelliti e i vettori, rampe di lancio e fabbriche di propellente solido. Inoltre l'ESA ha costruito le infrastrutture necessarie per lanciare le navicelle russe Sojuz da questo spazioporto. Questo a seguito di un accordo russo-europeo che permette all'Europa di sfruttare le navicelle russe (in grado anche di volare con equipaggio umano) e alla Russia di utilizzare lo spazioporto di Kourou come alternativa del cosmodromo di Baikonur (in Kazakistan), con il beneficio di migliorare la capacità di trasporto di carico in orbita dei propri razzi grazie alla vicinanza dell'equatore.
Il 1º aprile 2011 il complesso di lancio per il lanciatore Sojuz è stato dichiarato completato e formalmente consegnato dall'Agenzia Spaziale Europea ad Arianespace SA per il suo utilizzo. La costruzione era cominciata nel 2007, anche se i lavori di preparazione del terreno erano iniziati fin dal 2005. Al complesso di lancio appena costruito è stato assegnato il nome Ensemble de Lancement Soyuz (ELS).

### ELV (CECLES/ELA-1)
Questo sito di lancio, costruito originariamente negli anni sessanta con il nome CECLES (dal francese: Conférence Européenne de Construction de Lanceurs et d'Engins Spatiaux; in inglese: European Conference on Construction of Launchers and Spacecraft) per il razzo Europa 2 venne utilizzato una sola volta prima che il programma venisse cancellato.
In seguito il complesso di lancio venne demolito e ricostruito con il nome ELA (dal francese: Ensemble de Lancement Ariane) per il lancio dei primi razzi Ariane. Fu utilizzato per il lancio di Ariane 1, Ariane 2 e Ariane 3 fino al 1989.
Alla fine degli anni 2000 è stato rinominato ELV (dal francese: Ensemble de Lancement Vega) ed è utilizzato come complesso di lancio per il lanciatore Vega.

### ELA-2
Il sito di lancio denominato ELA-2 (dal francese: Ensemble de Lancement Ariane 2), è stato usato per il lancio di un Ariane 3 il 28 marzo 1986 e di tutti gli Ariane 4 dal 1988 fino all'ultimo volo, V159, del 15 febbraio 2003.

### ELA-3
Il sito di lancio denominato ELA-3 (dal francese: Ensemble de Lancement Ariane 3) è attivo ed è quello utilizzato per il lancio degli Ariane 5.

### ELS
Il sito di lancio denominato ELS (dal francese: Ensemble de Lancement Soyuz) è il sito dedicato al lancio del lanciatore Sojuz. È stato costruito tra il 2005 ed il 2011. Il 21 ottobre 2011, alle 7:30 ora locale, sono stati messi in orbita i primi due satelliti (Proto Flight Model e Flight Model 2) del sistema Galileo con lanciatore Soyuz. La campagna di lancio GALILEO IOV-1 ha rappresentato uno storico evento per la comunità spaziale europea. Per la prima volta infatti, il lanciatore russo Soyuz è partito da un sito diverso da quelli del Cosmodromo di Bajkonur e del Cosmodromo di Pleseck entrambi all'interno del territorio ex-sovietico.

### Altre strutture
La base include anche altre strutture:
- Installazioni industriali, proprietà di una filiale del gruppo Air Liquide che garantiscono la produzione dei vari gas impiegati da razzi e satelliti: ossigeno liquido, idrogeno liquido, azoto ed elio. La base è un sito industriale che rientra sotto la Direttiva Seveso[5].
- Il Museo dello Spazio, visitato da decine di migliaia di persone ogni anno.
- Titan, il centro tecnico-spaziale costruito in legno locale dalla Jag Architecture e Jean-Luc Sandoz, che serve da vetrina di sviluppo sostenibile, impiegando risorse locali in collaborazione con l' Office national des forêts[6][7].